# Henriksdal Spring Tour
Henriksdal Spring Tour er et nyt og uafhængigt elitestævne i ridebanespringning, som afholdes i løbet af to weekender på Stall Henriksdal i Sjöbo i Sverige.
I 2009 blev stævnerne holdt 16.-18. april samt den 23.-26. april. Dele af den nordiske elite deltog, blandt andet Malin Baryard, Maria Gretzer, Royne Zetterman, Peder og Jens Fredricson, Linnea Ericsson og Piia Pantsu samt rytter fra en håndfuld andre lande. I alt var der over 2 000 starter fordelt på to græsbaner med klasser på begge samtidig. 
Nogle af l klasserne fungerede som kvalifikation til Falsterbro Horse Show. Foruden eliterytterne deltog mange ungryttere også til stævnet.
Den totale præmiesum var på mellem 250 000 og 300 000 kroner.  

## Resultat – Grand Prix 1.45m – 26. april 2009.
Halvtreds ryttere konkurrerede om en førstepræmie på 25,000 SEK Grand Prix. Hoppehøjden var 1.45 meter for Table A. Banen blev bygget af den danske banebygger Bo Bak Andersen. Seks ryttere kom fejlfrit gennem banen og fik en præmie.
|   | Rytter            | Hest          | Fejl | Tid   |
| - | ----------------- | ------------- | ---- | ----- |
| 1 | Cecilie Hatteland | Candy Floss   | 0    | 75.82 |
| 2 | Piia Pantsu       | Chauvinist Z  | 0    | 75.88 |
| 3 | Lars Pedersen     | Cinderella    | 0    | 73.62 |
| 4 | Linnea Ericsson   | PGL Cronus    | 4    | 77.46 |
| 5 | Maria Gretzer     | Hip Hop 1045  | 4    | 73.62 |
| 6 | Linda Heed        | Bee Wonderful | 4    | 73.62 |